# Dahmer - Il cannibale di Milwaukee
Dahmer - Il cannibale di Milwaukee è un film del 2002 scritto e diretto da David Jacobson, tratto dalla storia del serial killer statunitense Jeffrey Dahmer nel suo periodo culmine.

## Trama
La vita del serial killer Jeffrey Dahmer viene mostrata su due piani narrativi che si intrecciano di continuo. Nel principale, ambientato intorno agli anni '90, il trentenne Dahmer abita a Milwaukee, dove conduce una vita apparentemente riservata; in realtà l'uomo adesca continuamente giovani ragazzi che, una volta portati nel suo appartamento, rende incoscienti grazie alla droga per poi praticare su di loro terribili esperimenti. Questo è il caso di Khamtay, giovane asiatico che viene rapito, denudato e seviziato mediante l'iniezione di acidi nel cervello: Dahmer vuole infatti creare una sorta di zombie vivente che rimanga con lui come suo schiavo sessuale. Nel bel mezzo delle sevizie Khamtay riesce a scappare e chiedere aiuto, ma grazie al suo aspetto angelico Dahmer riesce a convincere la polizia di essere un suo amico, e lo riporta a casa.
In una serie di flashback viene ricostruita invece l'adolescenza di Dahmer in Ohio, alle prese con l'accettazione della propria omosessualità; il giovane Jeffrey è infatti alienato, alcolizzato e ha un pessimo rapporto con la propria famiglia. Durante un'assenza dei suoi genitori, Dahmer adesca l'atletico Lance Bell; alla proposta di avere un rapporto sessuale con lui, il ragazzo rifiuta, e Jeffrey lo uccide colpendolo con un bilanciere; in seguito, dopo aver consumato un rapporto col suo cadavere, lo smembrerà e lo seppellirà. In seguito, trasferitosi a Milwaukee, comincerà ad adescare presso un gay bar dei giovani amanti, che provvederà a drogare per poterli violentare mentre sono incoscienti. Quando sarà scoperto e cacciato dal proprietario del bar, Dahmer comincerà a portare i ragazzi in casa propria, dove li ucciderà e ne occulterà i cadaveri.
Negli anni '90, Dahmer adesca il giovane laotiano Rodney. I due passano una notte a chiacchierare, ma quando Jeffrey gli propone di avere un rapporto, Rodney scappa. Successivamente il ragazzo tornerà da lui e gli chiederà perdono, ammettendo la propria attrazione nei suoi confronti; poco prima di consumare un rapporto, tuttavia, Jeffrey tenta di strangolarlo con una cintura. Rodney riesce tuttavia a scappare (sarà poi lui a denunciarlo e a farlo arrestare); a Jeffrey non resta che tornare al corpo di Khamtay, ormai morto.
In un ultimo flashback, il padre di Jeffrey, avendo intuito il disturbo di suo figlio, lo porta da uno psicoterapeuta, ma il ragazzo finge di andarci e scappa invece nei boschi. Dahmer sarà riconosciuto colpevole della morte di diciassette ragazzi, e morirà in prigione ucciso da un compagno di cella.

## Riconoscimenti
- Candidatura all'Indipendent Spirit Award